# Homopholis
 Homopholis  ist eine Gattung innerhalb der Familie der Geckos.

## Merkmale
Homopholis Arten sind mittelgroße bis große Geckos. Ihre Haut ist weich und samtig mit kleinen, körnigen Schuppen. Gefärbt sind sie gewöhnlich in Grau-, Braun- oder Schwarztönen. Die Finger und Zehen sind verbreitert, mit 8 bis 12 V-förmigen Scansorien (Haftlamellen) und einziehbaren Krallen. Ihr Schwanz ist dick und relativ kurz, Präkloakalporen sind vorhanden. Die Pupillen sind vertikal.

## Lebensweise
Die Tiere sind tag- oder nacht- und dämmerungsaktive Felsen- und Baumbewohner, die sich hauptsächlich von Insekten ernähren. Sie besiedeln hauptsächlich Savannen und Trockenwälder. Häufig werden sie an Akazien gefunden.

## Verbreitung
Homopholis fasciata findet man in Äthiopien, Somalia, Kenia und Tansania. Homopholis mulleri im nördlichen Transvaal und Homopholis walbergii in Nigeria, sowie im östlichen Süden Afrikas. Für diesen Gecko gibt es auch die wissenschaftliche Bezeichnung Homopholis wahlbergi, da Smith in seiner Erstbeschreibung beide Versionen dieses Namens erwähnt, wobei er aber ausdrücklich auf einen Mr. Walberg Bezug nimmt. Der Schwede Walberg war der Entdecker dieser Art.

## Arten
- Homopholis arnoldi Loveridge, 1944
- Homopholis fasciata (Boulenger, 1890)
- Homopholis mulleri Visser, 1987
- Homopholis walbergii (Smith, 1849)